# Lunca Zaicii
Lunca Zaicii románul: Lunca Zaicii, falu Romániában, a Bánságban, Krassó-Szörény megyében.

## Története
Lunca Zaicii korábban Somosréve (Cornereva) része volt. 1956-ban vált külön településsé 69 lakossal.
1966-ban 65, 1977-ben 81, 1992-ben 88, a 2002-es népszámláláskor 100 román lakosa volt.